# Сильянова, Наталья Васильевна
Наталья Васильевна Сильянова (укр. Наталья Василівна Сильянова; родилась 29 января 1971 года в Днепропетровске) — украинская баскетболистка, чемпионка Европы 1995 года.

## Карьера

### Клубная
Воспитанница СДЮСШОР №5. Одним из её наставников был Исаак Майзлин. Первым клубом в её карьере было киевское «Динамо», с которым она побеждала на чемпионатах Украины с 1993 по 1996 годы. Расцвет пришёлся на выступления в составе запорожской «Казачки»: в 1997 и 1998 годах она также побеждала с ней в чемпионате Украины. Позднее Наталья играла во Франции за «Валансьенн» и в Италии за «Троджилос». После нескольких лет выступлений в Европе её пригласил казанский клуб «Казаночка», носивший тогда имя «Технологический университет». Отыграв один сезон, Сильянова перешла в новосибирский клуб «Динамо», а спустя ещё один сезон вернулась на Украину. В сезоне 2010/2011 завершила карьеру.

### В сборной
В составе сборной Украины стала чемпионкой Европы в 1995 году, а на Олимпиаде в Атланте заняла 4-е место, провела все 8 встреч, отыграла 108 минут и набрала 32 очка.

## Личная жизнь[6]
По состоянию на 1999 год - замужем. Хобби — чтение, прогулки, фильмы и кулинария. Сделала себе татуировку в 2000 году.